# 막달라 마리아: 부활의 증인
《막달라 마리아: 부활의 증인》(영어: Mary Magdalene)은 2018년 개봉한 영국, 미국의 종교, 드라마 영화이다. 가스 데이비스가 감독을 맡았으며, 성녀 마리아 막달레나를 다룬 작품이다.

## 줄거리
“네가 바로 내 증인이로구나”

예수의 유일한 여사도 ‘막달라 마리아’

그의 부활을 가장 처음, 가장 가까이에서 체험하다!

황량한 어촌에서 구원만을 꿈꾸며 살아가는 ‘막달라 마리아’(루니 마라)는

정혼을 거부했다는 이유만으로 가족들에게조차 외면 당한다.

그러던 어느 날 마을을 방문한 ‘예수’(호아킨 피닉스)와 그의 제자들로부터 깨달음을 얻게 된 마리아는

예수에게 직접 세례를 받은 뒤 유일한 여성 사도로서 그들의 여정에 동참하게 된다.

한편, 예수는 죽은 자를 살려내는 기적을 행하고도 다가올 자신의 운명 앞에서 괴로워하는데…

예수의 제자 중 그 누구보다 가까이에서 그와 소통한 ‘막달라 마리아’가 목격한 진정한 구원은 과연 무엇일까?

## 출연진
- 루니 마라 - 마리아 막달레나 역
- 호아킨 피닉스 - 예수 역
- 추이텔 에지오포 - 베드로 역
- 타하르 라힘 - 유다 역
- 아리안 라베드 - 라헬 역
- 드니 메노셰 - 다니엘 역
- 라이안 코어 - 요셉 역
- 쉬라 하스 - 레아 역
- 타우픽 바롬 - 야고보 역
- 차히 하레비 - 에브라임 역
- 마이클 모쉬노브 - 마태 역
- 하다스 야론 - 사라 역
- 우리 가브리엘 - 빌립 역
- 조허 슈트라우스 - 요한 역